# Palazzetto Ferri Orsini

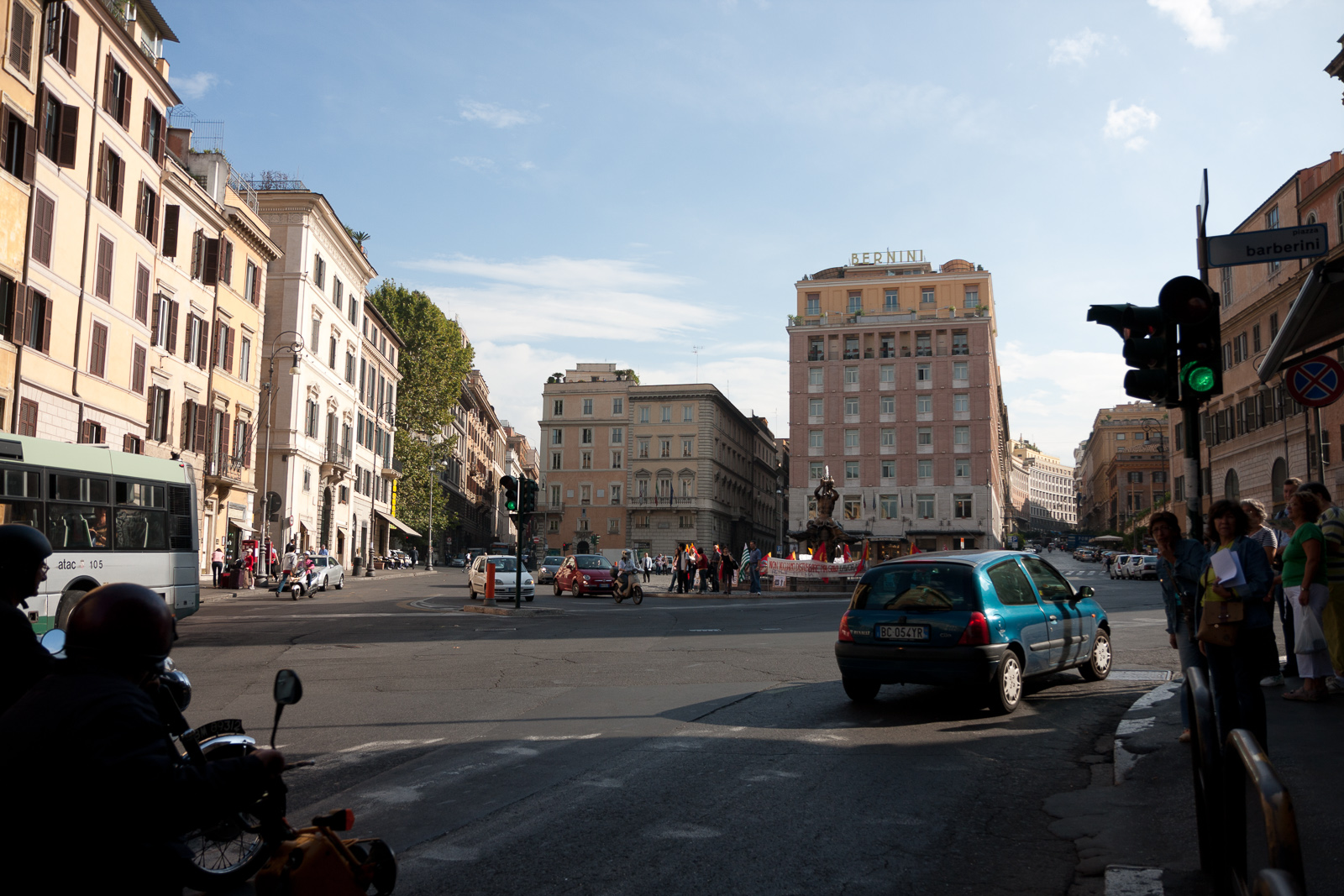
Nesta imagem ampla da Piazza Barberini, o Palazzetto Ferri Orsini é o edifício branco e mais alto à esquerda, na esquina com a Via della Purificazione.

Palazzetto Ferri Orsini é um palacete do final do século XVI localizado na esquina da Piazza Barberini com a Via della Purificazione, no rione Colonna de Roma. Apesar de fortemente modificado em 1881, ele manteve intacto o seu portal rusticado original, encimado por uma varanda.